# 日本トライアスロン連合
公益社団法人日本トライアスロン連合（にほんトライアスロンれんごう、英: Japan Triathlon Union, 略称 : JTU）は、日本国内におけるトライアスロンおよび関連競技（アクアスロン、デュアスロン）の国内競技連盟。2019年9月現在、会長は岩城光英。

## 歴史
トライアスロンがアメリカ合衆国のカリフォルニア州やハワイ州で1970年代に考案されて大会が行われるようになり、1981年に日本でも鳥取県米子市の皆生温泉で初の競技会（全日本トライアスロン皆生大会）が行われると、1980年代に日本各地でトライアスロンブームが起こり、大会の開始や団体の設立が相次いだ。
その中、1984年に創設された複合耐久種目全国協議会が1985年の全国トライアスロン競技会を経て1986年に成立した日本トライアスロン協会(JTA)（会長：清水仲治）と、1985年に長嶋茂雄を会長として発足した日本トライアスロン連盟(JTF)の2つが全国組織として運営され、併存状態が続いた。
1989年に国際トライアスロン連合(ITU)が発足し、日本からは暫定国内統一団体として日本トライアスロン委員会(JTC)が加盟した後、1993年5月に日本トライアスロン連合設立準備委員会が発足し、同年6月には「日本学生トライアスロン連合」(JUTU)が設立された。1994年4月16日に日本トライアスロン連合(JTU)が発足し、初代会長に猪谷千春、理事長に佐々木秀幸、事務局長に大塚眞一郎 が就任した JTUは日本体育協会（2018年4月から日本スポーツ協会）と日本オリンピック委員会(JOC)に準加盟が認められ、同年9月には国際オリンピック委員会(IOC)総会で2000年シドニーオリンピックからトライアスロンがオリンピックの正式競技として開催されることが決定した。
その後もJTUの組織整備は進められ、1998年3月には体協、1999年10月にはJOCへの正式加盟が認められた。1999年7月には文部省管轄の社団法人として認定された。2009年、JTU設立以来15年間会長を務めた猪谷が名誉会長に退き、新会長に参議院議員の岩城光英 が就任した。
2022年6月には、2020年東京パラリンピック・トライアスロン女子日本代表の土田和歌子と谷真海のほか、青山学院大学教授・陸上競技部男子長距離監督の原晋らを新理事候補として承認し、同年6月21日に正式決定。
2025年6月26日の社員総会において、組織名称をトライアスロンジャパンに変更することが承認された。

## 組織
- 日本学生トライアスロン連合

## 主催大会
- 日本トライアスロン選手権
- 世界トライアスロンシリーズ横浜大会
- 蒲郡オレンジトライアスロン
- みなと酒田トライアスロンおしんレース
- みやぎ国際トライアスロン仙台ベイ七ヶ浜大会（日本U23 トライアスロン選手権・日本U19 トライアスロン選手権）
- 国営昭和記念公園トライアスロン大会
- 大阪トライアスロン舞洲大会
- 野尻湖トライアスロンin信州信濃町
- 長良川国際トライアスロン大会（日本U15トライアスロン選手権）
- 佐渡国際トライアスロン大会（日本ロングディスタンストライアスロン選手権）
- 全国高校生チャレンジトライアスロン
- オールキッズトライアスロン大会
- 村上・笹川流れ国際トライアスロン大会